# STS-69
STS-69 — космический полёт МТКК «Индевор» по программе «Спейс Шаттл».

## Экипаж
- Дейвид Уокер (David M. Walker), (4) командир экипажа
- Кеннет Кокрелл (Kenneth D. Cockrell), (2) пилот
- Джеймс Восс (James S. Voss), (4) ответственный за груз
- Джеймс Ньюман (James H. Newman) (2), специалист полёта 2
- Майкл Гернхардт (Michael L. Gernhardt) (1), специалист полёта 3

## Параметры полёта
- Масса с грузом: 11499 кг
- Перигей: 321 км
- Апогей: 321 км
- Наклонение: 28,5°
- Период обращения: 91,4 мин

## Выходы в космос
- Восс и Гернхардт — Выход 1
- Выход 1 старт: 16 сентября, 1995 — 08:20 UTC
- Выход 1 конец: 16 сентября, — 15:06 UTC
- Длительность: 6 часов, 46 минут